# Zuppa d'orzo
La zuppa d'orzo o anche nota come Gerstensuppe è una zuppa d'orzo (Hordeum vulgare) tipica nel Tirolo storico e quindi in Alto Adige.
La zuppa d'orzo può contenere verdure, cereali e carne che la rende un piatto sostanzioso che potrebbe essere considerato un piatto unico. In Alto Adige è molto apprezzato dai contadini, soprattutto durante il periodo autunnale, dove si festeggia mediante il Törggelen.
Naturalmente ne esistono alcune varianti, ma tutte hanno in comune l'utilizzo dell'orzo.

## Ricetta

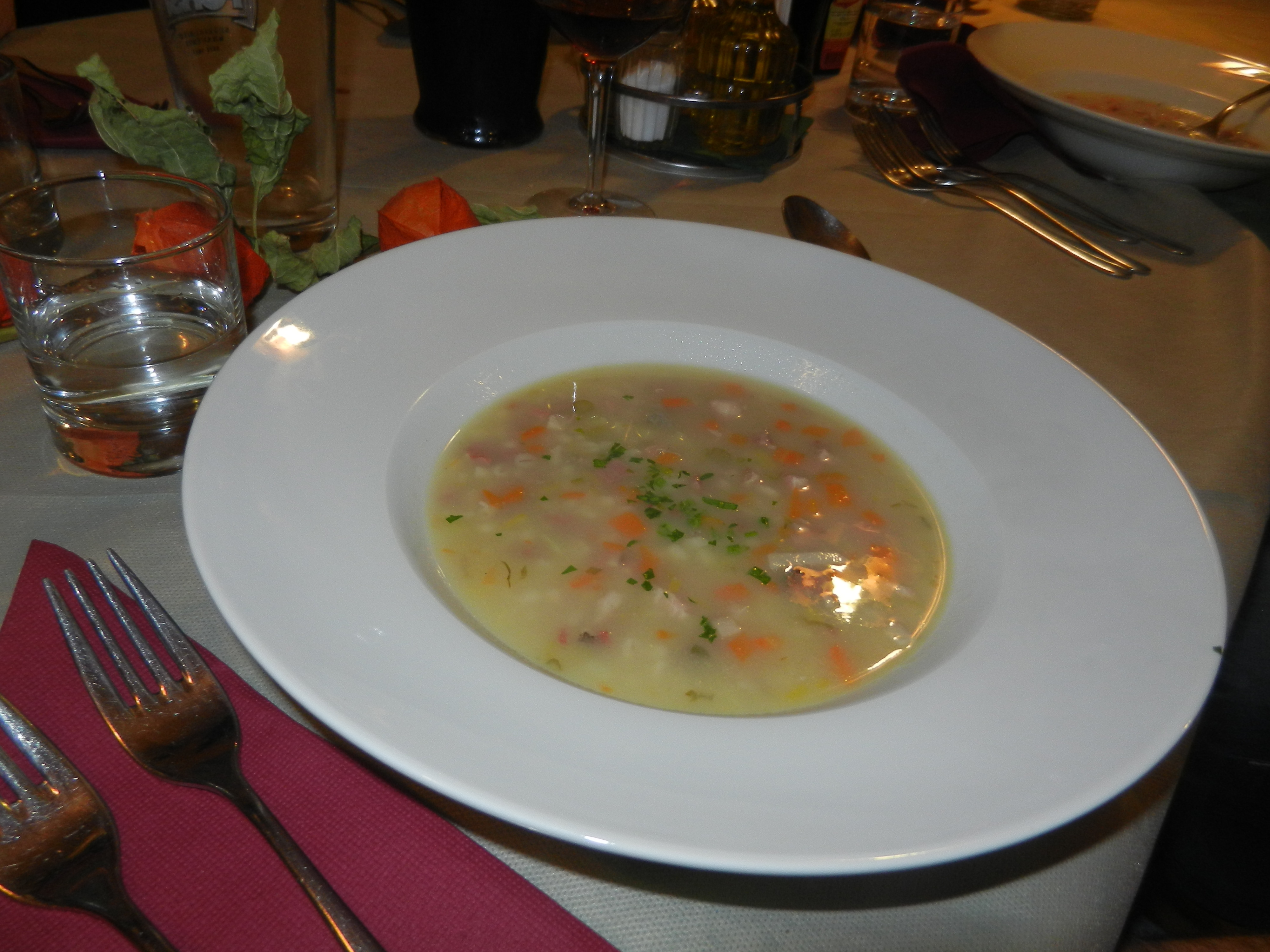
Una zuppa d'orzo

In generale gli ingredienti per quattro persone:
- 1 cipolla tagliuzzata
- 30 g di carote, sedano e patate
- 100 g di pancetta affumicata o speck
- 100 g di orzo perlato
- 2 l di brodo di carne
- un po' di burro
- 1 foglia di timo
- erba cipollina

La sua preparazione è alquanto semplice; dopo aver fatto soffriggere la cipolla nel burro, si aggiungono le verdure e l'orzo in modo che possano abbrustolire. Si aggiunge mano a mano il brodo e del timo e si lascia cuocere per un'ora.
Dopodiché si taglia la pancetta e le patate e le si immergono nella zuppa dove devono cuocere altri 20 minuti; infine assaggiare per eventuali correzioni di sale e pepe e aggiungere dell'erba cipollina e quindi servire in tavola ancora calda.